# Грудз Володимир Ярославович
Грудз Володимир Ярославович (нар. 20 квітня 1947 р., м. Борислав, Дрогобицька область, нині Львівська область) — український вчений, доктор технічних наук, професор, завідувач кафедри спорудження та ремонту газонафтопроводів і газонафтосховищ Івано-Франківського національного технічного університету нафти і газу (1998—2019). Лауреат Державної премії України в галузі науки і техніки (2006). Академік Української нафтогазової академії (1998), член-кореспондент Академії гірничих наук України (1997).

## Біографія
Володимир Грудз народився 20 квітня 1947 року в м. Бориславі Дрогобицької області (нині Львівська область) у сім'ї нафтовика Ярослава Грудза.
Навчався у бориславській середній школі № 5, яку закінчив у 1965 році.
У 1965—1970 роках навчався на газопромисловому факультеті Івано-Франківського інституту нафти і газу. Після закінчення вузу залишився працювати в інституті і продовжив навчання в аспірантурі.
У 1981 році захистив дисертацію на тему «Дослідження ефективності очисних пристроїв в газопроводах з пересіченим профілем траси» у Московському інституті нафтохімічної і газової промисловості імені М. Губкіна, отримав науковий ступінь кандидата технічних наук.
У 1984 році присвоєно вчене звання доцента.
У 1996 році захистив докторську дисертацію на тему «Розробка методів діагностування газотранспортних систем на нестаціонарних режимах і підвищення ефективності їх обслуговування», отримав вчену ступінь — доктора технічних наук.
За плідну наукову працю та підготовку студентів вчена рада Івано-Франківського державного технічного університету в 1997 році присвоїла Володимирові Грудзу вчене звання — професора кафедри транспорту і зберігання нафти і газу.
З 1997 року професор Грудз В. Я. член-кореспондент Української нафтогазової академії та член-кореспондент Академії гірничих наук України, а з 1998 року дійсний член Української нафтогазової академії.
У 1998—2019 роках — завідувач кафедри спорудження та ремонту газонафтопроводів і газонафтосховищ.

## Наукові дослідження
Основні напрямки наукових досліджень:
- оптимізація обслуговування газотранспортних систем;
- розроблення моделей оперативного керування складними газотранспортними системами;
- розвиток і удосконалення техніки та технологій ремонту і реконструкції газотранспортних систем.[1][2]

## Нагороди
- Заслужений працівник Укргазпрому (1998);
- Державна премія України в галузі науки і техніки за 2006 рік за «розробку і впровадження високоефективних технологій видобування та постачання газу для підвищення енергетичної безпеки держави»[1][2]

## Сім'я
- Грудз Ярослав Володимирович — син, доктор технічних наук, професор кафедри газонафтопроводів та газонафтосховищ.

## Вибрані праці
- Грудз В. Я., Тимків Д. Ф., Михалків В. Б., Костів В. В. Обслуговування і ремонт газопроводів: монографія. — Івано-Франківськ: Лілея–НВ, 2009—712 c.
- Грудз В. Я., Грудз Я. В., Костів В. В., Михалків В. Б., Тараєвський О. С., Тимків Д. Ф. Технічна діагностика трубопровідних систем: монографія. — Івано-Франківськ: Лілея–НВ, 2012—512 c.
- Ковалко М. П., Грудз В. Я., Михалків В. Б., Тимків Д. Ф., Шлапак Л. С., Ковалко О. М. Трубопровідний транспорт газу: монографія. — К.: Агентство з раціонального використання енергії та екології, 2002—600 c.
- Грудз В. Я., Крижанівський Є. І., Гончарук М. І., Козлов А. В., Кондрат Р. М., Мислюк М. А., Разумний Ю. Т., Рибчич І. Й., Фик І. М. Енергетична безпека держави: високоефективні технології видобування, постачання і використання природного газу: монографія. К.: Інтерпрес ЛТД, 2006—282 с.
- Грудз В. Я., Грудз Я. В., Костів В. В., Михалків В. Б., Михалків О. В., Тимків Д. Ф. Автомобільні газо-наповнювальні компресорні станції. — Івано-Франківськ: Лілея–НВ, 2012—320 c.[1]